# Dunjkovec
Dunjkovec är en ort i Kroatien.   Den ligger i länet Međimurje, i den norra delen av landet, 70 km norr om huvudstaden Zagreb. Dunjkovec ligger 168 meter över havet och antalet invånare är 916.
Terrängen runt Dunjkovec är platt. Runt Dunjkovec är det ganska tätbefolkat, med 67 invånare per kvadratkilometer. Närmaste större samhälle är Varaždin, 9,9 km söder om Dunjkovec. Trakten runt Dunjkovec består till största delen av jordbruksmark.